# Vanessa Block
Vanessa Block ist eine US-amerikanische Filmproduzentin, Drehbuchautorin, Kamerafrau und Filmregisseurin.

## Leben
Nach ihrem Abschluss an der Yale University, wo sie Chemie studierte, machte Vanessa Block ihren Master in Global Medicine an der Keck School of Medicine der USC. Dort beschäftigte sie sich im Rahmen einer Studie mit Vergewaltigungen in der Demokratischen Republik Kongo, was sie dazu veranlasste, The Testimony zu drehen, in dem sie die Gerichtsverhandlung nach einer Massenvergewaltigung dokumentierte. Sie hatte sich in Yale mit einer Kongolesin angefreundet, die dort in der Cafeteria arbeitete, und von dieser von den Gräueltaten in ihrer Heimat als Folge des anhaltenden Bürgerkriegs des Landes erfahren. Über zwei Monate reiste Block in die entlegensten Gebiete des Ostkongo, eine der gefährlichsten Regionen des Landes, um Dorfbewohner zu befragen, Kliniken zu besuchen und schließlich dem Prozess beizuwohnen. Sie fungierte auch als Kamerafrau und war neben den Zeuginnen eine der wenigen Frauen im Gerichtssaal. The Testimony wurde in eine Shortlist bei der Oscarverleihung 2016 in der Kategorie als Bester Dokumentarkurzfilm aufgenommen.
Im Jahr 2019 gründete Vanessa die TV- und Filmproduktionsfirma BlockBox Entertainment. Sie schrieb auch gemeinsam mit Michael Sarnoski das Drehbuch für dessen Spielfilmdebüt Pig. Sie kannten sich vom College, und Sarnoski hatte ihr auch bei ihrem Filmdebüt The Testimony geholfen.  In Pig spielen in den Hauptrollen Nicolas Cage und Alex Wolff.

## Auszeichnungen
Independent Spirit Award
- 2022: Auszeichnung für das Beste Drehbuchdebüt (Pig)[7]